# 受胎告知の三連祭壇画 (ウェイデン)
『受胎告知の三連祭壇画』（じゅたいこくちのさんれんさいだんが、仏: Tryptique de l'annonciation、英: Annunciation Tryptich）は、初期フランドル派の巨匠ロヒール・ファン・デル・ウェイデンが1435年ごろ、板上に油彩で描いた祭壇画である。
元来、3枚のパネルから成り立っていた三連祭壇画であるが、現在、中央パネルの「受胎告知」 (縦86センチ、横93センチ) はパリのルーヴル美術館に、左右両翼パネル (それぞれ縦89センチ、横36センチ) はトリノのサバウダ美術館に所蔵されている。左翼パネルには「寄進者」が、右翼パネルには「聖母のエリザベト訪問」が描かれている。この祭壇画の制作には工房の助手が加わっていると思われる。

## 来歴
この三連祭壇画はおそらく、イタリアのヴィッラ (Villa) 家の一員により委嘱された。ヴィッラ家はネーデルラントにいたピエモンテ出身の銀行家一家で、トリノ近郊の町キエーリ (Chieri) のサン・ドメニコ教会と関わりがあった。祭壇画はこの教会に寄進されたと思われる。1635年以降、サヴォイア家の所有となり、サルデーニャ王国のトリノにあった王室画廊に所蔵されていたが、フランス革命中の1799年、中央パネルはフランスに持ち去られ、左右両翼パネルはトリノに残った。

## 作品

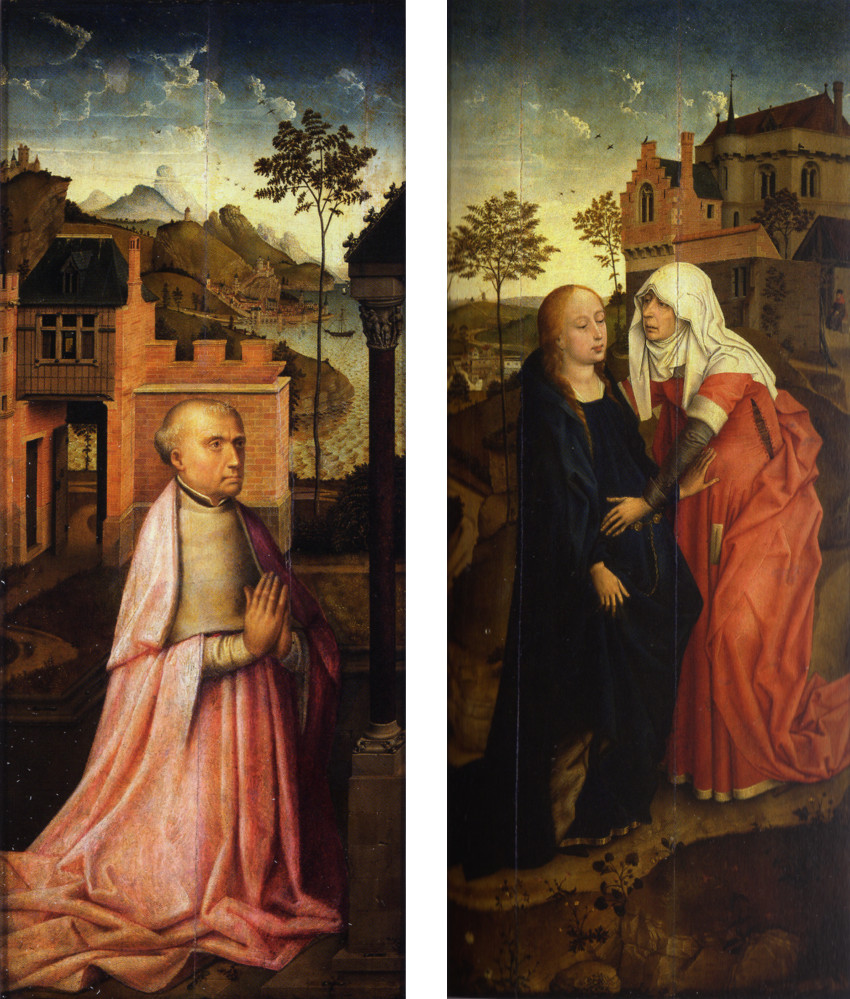
祭壇画左側パネル「寄進者」、右側パネル「聖母のエリザベト訪問」、サバウダ美術館 (トリノ)

本作はウェイデンの初期の作品であり、ロベルト・カンピンとヤン・ファン・エイクから借用され、再利用された要素が明らかに見て取れる。中央パネルの「「受胎告知」」の場面は、中世後期を思わせる室内である。イタリア絵画では通常、受胎告知の場面は柱廊やテラスに設定されるが、15世紀のフランドル絵画では本作のように当時の裕福な市民の部屋を舞台にしたものが多い。金糸織のマントを纏った大天使ガブリエルが寝室に現れ、聖母マリアに声をかけたところである。マリアは読んでいた『聖書』から目を上げて、驚きの表情を浮かべている。後景の雨戸は開き、その向こうには風景が拡がっている。合理的な空間の描写とともに、膝をやや屈折して立つ大天使の優美なS字型の姿勢と、マリアの同じ姿勢が作る二次元的な形の呼応が意図されて、見事な効果を収めている。
建築と輝く金属の品々などの調度品は細心の緻密さで描かれている。花瓶の白百合、卓上の水差し、水盤はいずれも聖母マリアの純潔の象徴である。
左右両翼パネルは同様の特徴を持っているが、より明るい風景の中に設定されており、背景の事物は空気遠近法に則り靄の中で徐々に見えなくなっている。地平線は、他の同時代のネーデルラント絵画のように高く設定されている。